# Вја С. Винченцо (Анкона)
Вја С. Винченцо (итал. Via S. Vincenzo) насеље је у Италији у округу Анкона, региону Марке.
Према процени из 2011. у насељу је живело 204 становника. Насеље се налази на надморској висини од 214 м.